# Carapelle Calvisio
Carapelle Calvisio è un comune italiano di 70 abitanti della provincia dell'Aquila in Abruzzo.  Il territorio del comune rientra nel territorio del Parco nazionale del Gran Sasso e Monti della Laga costituendone di fatto una delle porte di accesso nella sua parte meridionale.
È tra i comuni meno popolati della provincia e della regione.

## Geografia fisica
Il borgo è situato nell'entroterra abruzzese, nella parte meridionale del massiccio del Gran Sasso d'Italia, al di sotto della vasta piana di Campo Imperatore, in posizione moderatamente panoramica sulla bassa Conca Aquilana dall'altra, ad un'altitudine di circa 900 m s.l.m.. Il comune possiede un'exclave sulla piana di Campo Imperatore.
È raggiungibile dalla strada statale 17 svoltando in prossimità di Barisciano o, in alternativa, di San Pio delle Camere, oppure da Ofena-Capestrano. Da nord è inoltre possibile arrivare al paese attraversando Campo Imperatore e superando il valico di Capo di Serre oppure da Vado di Sole (passando poi per Capo di Serre) provenendo da Castelli o Farindola.

## Storia

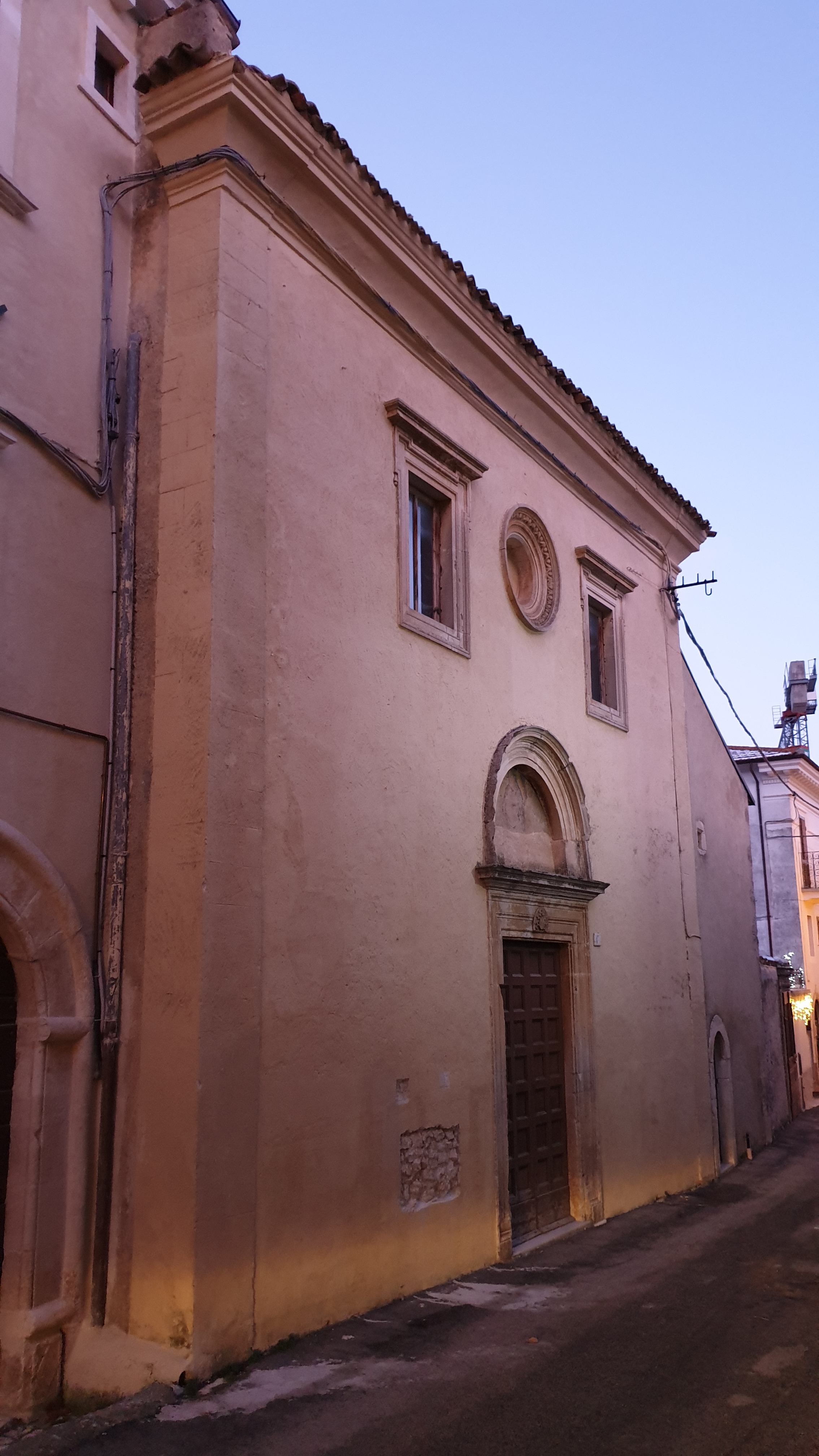
Chiesa e convento di San Francesco

Il Chronicon Vulturnense del monastero di San Vincenzo al Volturno documenta che nel 779 alcuni abitanti del Casale di Carapelle (Tribuno, Citolo, Paolo, Alpari, Teodemario e Sinderaco) occuparono alcuni possedimenti del Monastero di San Pietro in Trite (San Pietro ad Oratorium), cella di San Vincenzo al Volturno, e ne nacque una lunga e problematica contesa, che alla fine si risolse a favore del Monastero.
Il borgo insieme all'odierno Castelvecchio Calvisio costituì il Demanium Carapelle, che diede il nome alla famosa baronia di Carapelle, la quale già nel XIII secolo comprendeva anche Calascio, Rocca Calascio e Santo Stefano di Sessanio. Feudo della famiglia Pagliara, passò con la relativa baronia successivamente alle famiglie Plessis, Colonna,  Celano, Caldora, Accrocciamuro, Piccolomini Todeschini, Del Pezzo, Cattaneo, Medici e Borbone.
Carapelle dal 1807 al 1811 fu aggregata al Governo di Capestrano, dal 1811 al 1816 fu riunita amministrativamente al comune di Capestrano e dal 1816 divenne comune autonomo includendo Castelvecchio Carapelle fino al 1906, quando quest'ultimo se ne distaccò ottenendo l'autonomia comunale.
Carapelle aggiunse la specificazione "Calvisio" con R.D. del 24/05/1874 n. 1933 per distinguersi dall'omonima Carapelle in provincia di Foggia, centro fondato da re Ferdinando di Borbone nel 1774.
Nel 1911 viene inaugurato il primo acquedotto, con le acque del Monte Prena. Dopo la seconda guerra mondiale, che non ha colpito il borgo, il centro tuttavia si spopola per la morte degli uomini soldati e per l'emigrazione a valle o all'estero.

### Il terremoto del 6 aprile 2009
Il borgo di Carapelle Calvisio è stato gravemente danneggiato dal terremoto dell'Aquila del 2009, con una significativa percentuale delle abitazioni crollate o dichiarate inagibili a seguito dei sopralluoghi condotti dalla Protezione Civile, rientrando così nel cosiddetto "cratere sismico".

### Simboli
Lo stemma e il gonfalone sono stati concessi con decreto del presidente della Repubblica del 27 marzo 1992.
Nello stemma è raffigurata in campo d'oro una figura virile a mezzobusto, munita di un cappello con piuma.
Il gonfalone è un drappo di azzurro.

## Monumenti e luoghi d'interesse
- Chiesa conventuale di San Francesco d'Assisi: risale al XV secolo. Ha facciata monumentale con portale dalla lunetta a tutto sesto. Vi sono due finestre laterali del XVI secolo. L'interno ha stucchi barocchi e affreschi del XV-XVI e XVII secolo.
- Chiesa di San Vittorino[non chiaro], antica parrocchiale del XII secolo costruita su preesistenze romane e fonte monumentale medievale, sulla strada che conduce a Capestrano.
- Chiesetta di Santa Maria delle Grazie sulla strada per Capestrano, presso la fonte monumentale di S. Vittorino.
- Chiesa parrocchiale dedicata alla Beata Vergine Maria e a S. Vittorino.
- Santuario di San Pancrazio e Santa Maria Assunta: si trova a notevole distanza dal paese. I ruderi del vecchio edificio ecclesiastico a fianco del santuario recente risalgono forse al XIV secolo, ma il culto è documentato in loco già nell'VIII secolo dal Chronicon Vulturnense. Il santuario attuale è a pianta rettangolare con navata unica. La facciata ha due paraste laterali e il portale romanico. Il campanile a vela si trova in cima al centro, formando un triangolo ampio di architrave.
- Borgo fortificato con torre d'avvistamento e Palazzo Piccioli: il borgo si trova a ridosso di uno sperone che sprofonda verso la valle. È in posizione inferiore rispetto al nuovo centro del primo '900. Il palazzo ha decorazioni medievali e rinascimentali, ed è documentato già nel 1380 da una pergamena trascritta dall'Antinori.
- Sulla facciata del municipio campeggia una lapide che ricorda il filologo Vincenzo De Bartholomaeis nato a Carapelle Calvisio nel 1867.[9]

## Società

### Evoluzione demografica
Abitanti censiti

## Amministrazione
| Periodo          | Periodo          | Primo cittadino           | Partito                                          | Carica                    | Note                 |
| ---------------- | ---------------- | ------------------------- | ------------------------------------------------ | ------------------------- | -------------------- |
| 6 giugno 1985    | 21 marzo 1990    | Mimino Iannessa           | Democrazia Cristiana                             | Sindaco                   |                      |
| 15 giugno 1990   | 24 aprile 1995   | Geni Pasquale Milani      | Democrazia Cristiana                             | Sindaco                   |                      |
| 23 aprile 1995   | 12 giugno 2004   | Domenico Di Cesare        | Lista Civica di Centro-sinistra poi Lista Civica | Sindaco                   | [ 11 ] [ 12 ]        |
| 13 giugno 2004   | 20 febbraio 2006 | Federica Volpe            | Lista civica                                     | Sindaco                   | [ 13 ]               |
| 21 febbraio 2006 | 28 maggio 2006   | Maria Cristina Di Stefano |                                                  | Commissario Straordinario | [ 14 ]               |
| 29 maggio 2006   | 4 ottobre 2021   | Domenico Di Cesare        | Lista Civica Insieme per Carapelle               | Sindaco                   | [ 15 ] [ 16 ] [ 17 ] |
| 4 ottobre 2021   | in carica        | Rosella Galasso           | Lista Civica Insieme per Carapelle               | Sindaco                   |                      |

È il 31º comune meno popolato d'Italia, il penultimo in Abruzzo, prima di Montelapiano.
Nel 2016 è salito agli onori delle cronache per essere il comune con la maggior proporzione tra candidati e elettori: 62 su 67.